# Zniewolona
Zniewolona (ros. Крепостная, ukr. Кріпосна) – ukraiński serial kostiumowy w reżyserii Fieliksa Gierczikowa i Maksyma Łytwynowa, emitowany od 25 lutego 2019 roku na antenie STB.

## Fabuła
Akcja rozpoczyna się wiosną 1856 roku w guberni czernihowskiej Imperium Rosyjskiego (terytorium obecnej Ukrainy), w okolicach miasta Nieżyn, a także w Kijowie. Są to czasy przed reformą uwłaszczeniową, a więc chłopów obowiązuje poddaństwo (nie mają oni wolności osobistej). Serial przedstawia historię chłopki pańszczyźnianej Katieriny Wierbickiej, która jednak nie wygląda i nie zachowuje się jak wieśniaczka. Ma ona nienaganne maniery, nauczyła się kilku języków obcych, gra na fortepianie, a nawet maluje. Stało się tak za sprawą jej matki chrzestnej, szlachcianki Anny Czerwinskiej, która przed laty zaopiekowała się nią jako dzieckiem.

## Obsada
- Jekatierina Kowalczuk(inne języki) (Katierina Kowalczuk[b]) – Katierina Wierbicka (seria 1 i 2)
- Sofja Priss(inne języki) (Sonia Priss[c]) – Katierina Wierbicka (seria 3)
- Alaksiej Jarawienka(inne języki)[d] – Aleksiej Kosacz
- Stanisław Bokłan(inne języki) – Piotr Czerwinski
- Michaił Gawriłow – Grigorij Czerwinski
- Hanna Sahajdaczna(inne języki) – Natali Doroszenko
- Mark Drobot(inne języki) – Nikołaj Doroszenko
- Ksenija Miszyna – Lidija Szefer
- Natalija Denysenko(inne języki) – Łarisa Jachontowa
- Sława Krasowska(inne języki) – Halka
- Ołesia Żurakiwśka – Pawlina
- Taras Cymbaluk(inne języki) – Nazar
- Maksim Radugin – Andriej Żadan
- Alina Kowalenko(inne języki) – Olga Rodziewicz
- Serhij Strelnykow(inne języki) – Stefan Jabłoniewski (Stiepan Gnatkiewicz)

## Spis serii
| Seria | Odcinki    | Premierowa emisja | Premierowa emisja | Premierowa emisja | Premierowa emisja |
| Seria | Odcinki    | Premiera serii    | Finał serii       | Premiera serii    | Finał serii       |
| ----- | ---------- | ----------------- | ----------------- | ----------------- | ----------------- |
| 1     | 1–24 (24)  | 25 lutego 2019    | 14 marca 2019     | 1 lipca 2019      | 2 sierpnia 2019   |
| 2     | 25–48 (24) | 2 września 2019   | 19 września 2019  | 3 sierpnia 2019   | 30 sierpnia 2019  |
| 3     | 49–72 (24) | 1 listopada 2021  | 18 listopada 2021 | 24 grudnia 2021   | 13 marca 2022     |

## Wersja polska
Polska premiera serialu miała miejsce 1 lipca 2019 na antenie TVP1. Początkowo emitowany był trzy razy w tygodniu – w poniedziałek, wtorek i środę – a następnie (11 lipca) Telewizja Polska zdecydowała rozszerzyć emisję do 6 razy w tygodniu: w poniedziałki, wtorki, środy, piątki o 20:35, a w soboty i niedziele o 20.15. Ostatni odcinek został wyemitowany 30 sierpnia.
Wersję polską opracowały Krystyna Łozowska, Grażyna Adamowicz-Grzyb, Anna Korzeniowska-Bihun i Klaudia Kostyra.
Wysoka popularność serialu w Polsce spowodowała, że premiera drugiej serii w Telewizji Polskiej odbyła się wcześniej niż w telewizji ukraińskiej. Pierwszy odcinek został wyemitowany 3 sierpnia, a na Ukrainie miesiąc później, 2 września. 15 października poinformowano, że serial otrzyma trzecią serię, której premierę zaplanowano na 2021 rok.

### Oglądalność w Polsce
Z danych Nielsen Audience Measurement (udostępnionych portalowi Wirtualnemedia.pl przez Mediacom) wynika, że średnia oglądalność serialu w okresie 1–14 lipca 2019 wyniosła 1,58 mln osób. Przełożyło się to na 12,11% udziału w rynku telewizyjnym wśród wszystkich widzów, 5,47% w grupie 16–49 lat oraz 7,28% w grupie 16–59 lat. Oglądalność pierwszych trzech odcinków średnio wynosiła 1,23 mln widzów, ale potem z każdym odcinkiem serialu rosła, osiągając 7 sierpnia liczbę 3,34 mln widzów.

## Odbiór i krytyka
Serial w ukraińskiej telewizji cieszył się sporym zainteresowaniem widzów, jednak krytycy ocenili produkcję negatywnie, gdyż większość bohaterów, w tym ukraińskie chłopstwo, mówi praktycznie cały czas literackim językiem rosyjskim, zamiast ukraińskim.

## Książka
Ze względu na wysoką popularność serialu w Polsce zapadła decyzja o zaadaptowaniu fabuły pierwszej serii do wersji powieściowej. Książka taka – autorstwa Olhy Krzeczewskiej, Tały Prystajeckiej i Walentiny Szewiachowej – została wydana 15 stycznia 2020, nakładem wydawnictwa Ringier Axel Springer Polska, pod tytułem Zniewolona. Bez prawa do miłości.